# Petro Balabujew

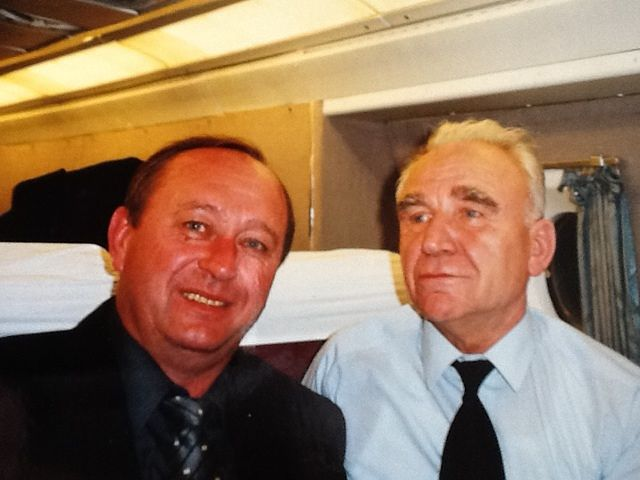
Petro Balabujew (rechts), 2001

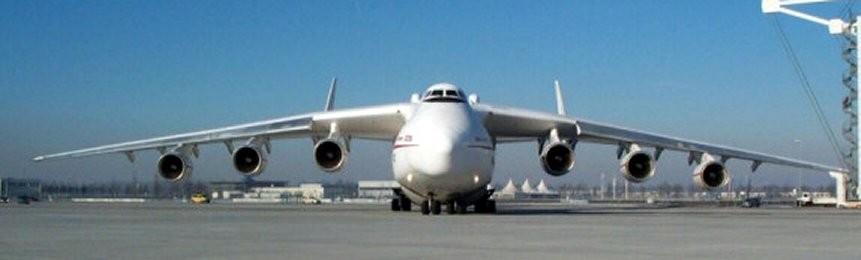
An-225

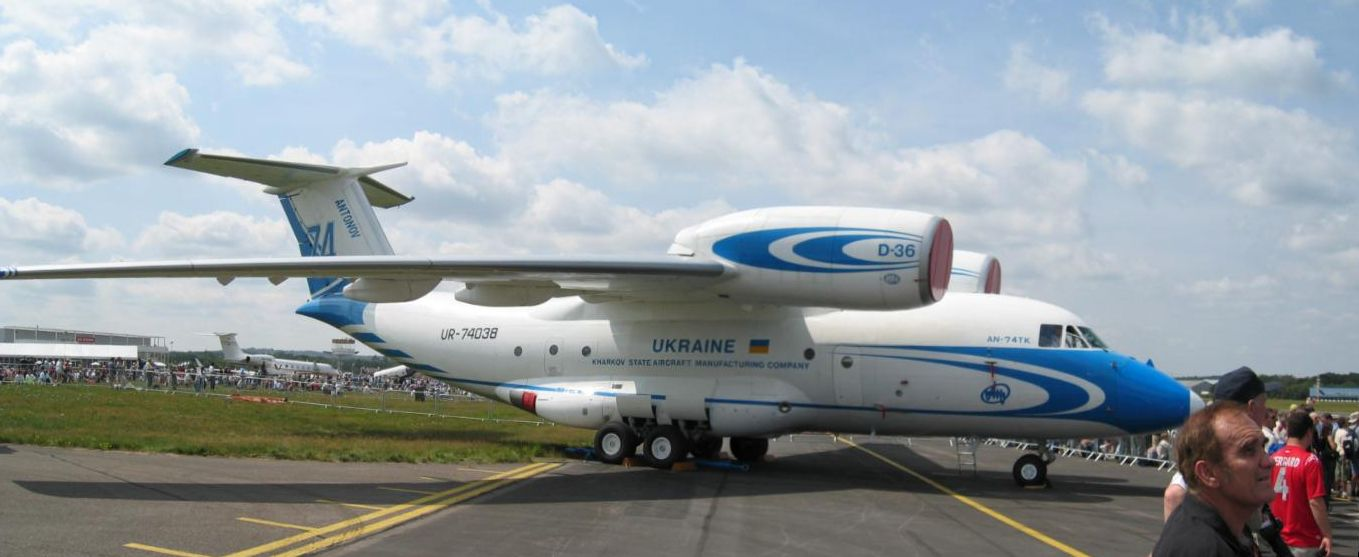
An-74

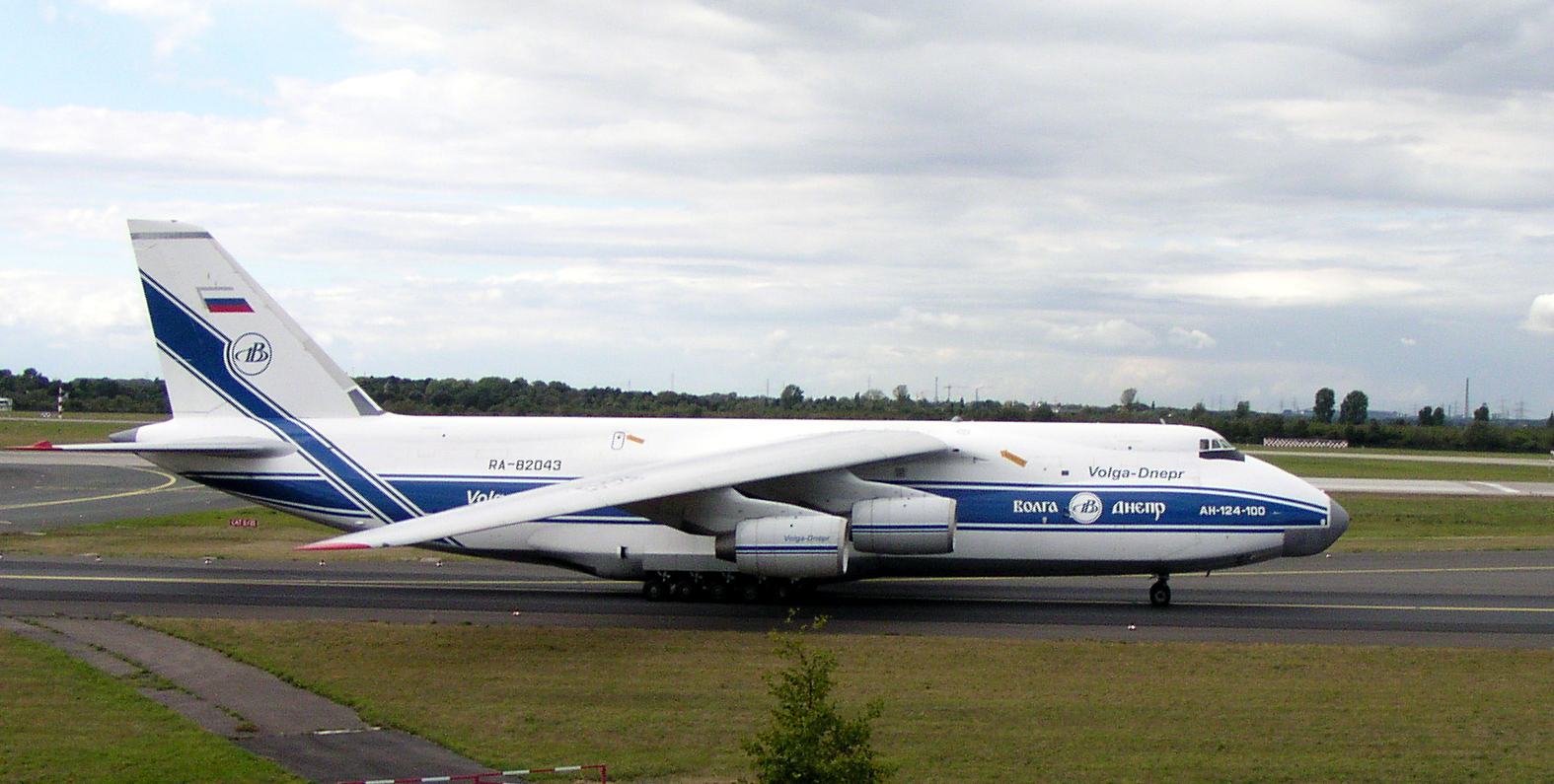
An-124

Petro Wassyljowytsch Balabujew (ukrainisch Петро Васильович Балабуєв, wiss. Transliteration Petro Vasyl’ovyč Balabujev; * 23. März 1931 in Walujske, Oblast Luhansk, Ukrainische SSR; † 17. Mai 2007 in Kiew, Ukraine) war ein ukrainischer Flugzeugkonstrukteur.

## Leben
Balabujew promovierte 1988 zum „Doktor der technischen Wissenschaften“. Er war später Professor und Leiter der Fakultät für Flugzeugbau an der Universität für Luft- und Raumfahrt „N. J. Schukowski“ in Charkiw. Er hat mehr als 100 wissenschaftliche Arbeiten veröffentlicht und über 20 wichtige Patente, insbesondere im Zusammenhang mit den Flugzeugen An-22, An-74, An-124 und An-225, angemeldet.
Balabujew war von 1984 bis 2005 der führende Konstrukteur des wissenschaftlich-technischen Komplexes für Luftfahrt „O. K. Antonow“ in Kiew. Er war für die Entwicklung des weltweit größten Frachtflugzeugs An-225 verantwortlich und entwickelte daneben auch die Flugzeuge An-32, An-72, An-74, und An-124. Ferner war er mit der Entwicklung der neueren Typen An-3 und An-140 beschäftigt. Im Februar 2007 unterzeichnete er noch eine Vereinbarung zur Entwicklung des Passagierflugzeugs An-148.
Balabujew wurde mit der höchsten Auszeichnung „Ehrwürdiger Wissenschaftler und Technologe der Ukraine“ geehrt. Neben vielen anderen nationalen und internationalen Auszeichnungen war er Staatspreisträger der Ukraine (1996), Träger des „Orden der Freundschaft der Russischen Föderation“ (1998) und des ukrainischen Staatsordens „Held der Ukraine“ (1999). Er erhielt 2001 die 35. Edward-Warner-Medaille, die weltweit höchste Auszeichnung der zivilen Luftfahrt, durch die International Civil Aviation Organization (ICAO, Internationale Zivilluftfahrt-Organisation). Er war Vorsitzender des Direktoriums des „International Consortium Medium Transport Plane“. Balabujew starb 76-jährig in Kiew und wurde auf dem Berkowezkyj-Friedhof beerdigt.